# 農本主義
農本主義（のうほんしゅぎ）は、第二次世界大戦前の日本において、立国の基礎を農業におくことを主張した思想もしくは運動である。英語ではpeasantism（農民主義）。

## 概要
農本主義の思想は「農は国の本（基）」（のうはくにのもと）という短句により表現される。近世（江戸時代）において幕藩体制維持のため農業・農民の重視・保護を主張した農本思想は、その前史として位置づけることができるが、明治維新以降、産業革命すなわち工業化の結果、農村社会の解体が進むと、これに対抗して農業・農村社会の維持存続をめざす農本主義が成立した。したがって、農本主義は近代特有の歴史的条件のもとで初めて成立した、きわめて近代的性格をもつ思想・運動と見なすことができ、前近代において発生した農本思想とは厳密には異なる。農本主義の歴史は、第一次世界大戦（もしくは1920年代末期の農村恐慌）を境に大きく2つの時期に分けることができる。

## 歴史的展開
前期（明治期から大正前期）
明治政府は富国強兵・殖産興業のための財政基盤確立のため、地主・農民からの地租収入に大きく依存したが、その一方で、明治前期の松方デフレ財政による農民層分解の進行、また中期以降の産業革命の展開の結果、日本の農村社会は疲弊し、その秩序は危機に瀕することになった。こうした情況に際し、一連の近代化政策を前提としつつ国家の基盤である農業・農村の維持をはかる主張が、谷干城・品川弥二郎・平田東助ら官僚（主として農商務官僚）や横井時敬・河上肇ら農学者の間に現れた。それらは後期の農本主義と異なって体制擁護的な性格が強く、社会的には国家に対し地主層の既得権益を擁護しつつ、中小自作農層の保護を求める運動となった。教育面では、明治9年（1876年）に津田仙が学農社農学校を開校し、『農業雑誌』を創刊。在野では石川理紀之助の活動などが知られる。
後期（大正後期から昭和戦前期）
第一次世界大戦後、特に1920年代末の世界恐慌に端を発する農村恐慌のもと、日本では中小の自作・小作農が存続の危機に立たされることになった。この結果、反近代主義・体制批判的な性格を持つ新たなタイプの農本主義が台頭し、それらは超国家主義と結びついて発展していった。兵農一致による体制変革を主張し五・一五事件に参加した橘孝三郎、農村自治の確立をめざす権藤成卿らの思想は、多くの場合中小農出身者を多く含む軍部内の青年将校に大きな影響を与え、二・二六事件の重要な思想的背景となった。また、満州事変以降、中国大陸への侵略が拡大すると、これと結びついて農民を国策の先兵として動員していく運動が現れ、特に加藤完治に指導された満蒙開拓移民の運動はよく知られている。教育面では、昭和4年（1929年）に山崎延吉が神風義塾を開校。

## 意義と評価
1930年代、農本主義について初めて本格的考察をすすめた桜井武雄は、権力がどのように政治的に利用したかという観点で農本主義を評価したが、第二次世界大戦後、1960年代には桜井の見解に対する疑問が提出され論争が起こった。
安達生恒は、農本主義の受容者すなわち農民からの視点が必要であると主張、耕作農民の属性として備わっている現状肯定の論理が農本主義を受け入れる思想的基盤になっているとした。
山本堯は、農本主義は国家体制による農民の取り込み（統合）だけでなく、現状変革的な農民運動の活動家の思想にも見られることを指摘し、したがって農本主義は体制側と体制変革の側の双方に見られるイデオロギーであると主張した。
坂口安吾は、文化も進歩もない農村精神が敗戦につながったと批判した。
梅棹忠夫は、「農本主義はつねに商工業の発展に対抗するかたちであらわれる。その意味では、農本主義はひとつの反動イデオロギーである」と述べた。また、情報産業の発展に対して工本主義が次に起こるだろうとした。
1970年代以降、近代主義再検討の動きが広がると、従来ファシズム・イデオロギーと結びつけられ否定的な思想評価を下されることが多かった農本主義のなかに、エコロジー的な生命観やコミューン建設に向かう要素など、より多様な側面を探求する動きも進んでいる。

## 主要な農本主義者たち
明治維新後の人物に限定する。
明治前期・中期
- 西郷隆盛
- 前田正名
- 品川弥二郎
- 平田東助
- 谷干城
- 津田仙

明治後期・大正期
- 横井時敬
- 柳田國男
- 山崎延吉
- 河上肇
- 石黒忠篤
- 岡田温
- 石破二朗[3]

昭和戦前期
- 権藤成卿
- 橘孝三郎
- 加藤完治
- 那須皓

戦後
- 水島総
- 神谷宗幣